# Airsoft
Airsoft je vojaški simulacijski šport, pri kateri se uporabljajo replike orožij, ki izstreljujejo kroglice iz trde plastike, različnega premera.

## Razvoj
Šport se je razvil v Aziji (Japonska, Hongkong), kjer je zaradi strogih zakonov zelo težko legalno pridobiti orožje. Airsoft replike so v Sloveniji dovoljene, saj jih po zakonodaji uvrščamo med igrače, kljub temu pa ob uporabi pomanjkljive zaščitne opreme zlahka pride do poškodb.

## Razlike med paintballom in Airsoftom
- Pri Airsoftu se poskušajo približati k temu, da je orožje čim bolj podobno pravemu orožju.
- Strelivo je tako shranjeno v okvirju, prav tako tudi ni zunanje jeklenke za plin.
- Domet Airsoft orožja je večji kot domet paintball orožja (do cca. 70m).
- Natančnost Airsoft orožja je veliko večja.
- Airsoft orožje lahko tudi deluje na baterije.
- Airsoft strelivo je po navadi veliko cenejše od paintball streliva (cca. 7-10:1). Vendar se tudi kvaliteta in cena posameznih kroglic tako pri Airsoftu kot pri Paintballu lahko močno razlikuje.
- Igralci pri Airsoftu potrebujejo le zaščitna očala in ne tudi maske.
- Pri Airsoft se po navadi pričakuje, da ima vsak igralec v klubu svojo lastno kupljeno opremo

## Replike
Replike orožij delimo glede na način delovanja na:
- Potezne ali vzmetne replike (za vsak strel je treba repetirati orožje; po navadi so replike bojnih šibrenic, ostrostrelnih pušk, nekatere pištole,...), pogonsko sredstvo je stisnjen zrak, ki ga stisne vzmet, ki smo jo napeli z ročnim repetiranjem.
- Plinske replike(po navadi replike pištol in v redkih primerih tudi v replikah pušk), pogonsko sredstvo je potisni plin (imenovan »green gas«) oz CO2 plin.
- Električne replike (po navadi replike jurišnih pušk), pogonsko sredstvo je stisnjen zrak, ki ga stisne vzmet, ki jo je preko zobnikov napel elektro motor, ki se napaja iz baterijskih celic.

## Zaščita
Osnovna zaščitna oprema so zaščitna očala. Še bolj so priporočene maske ki varujejo celoten obraz, tudi oči. to opremo se lahko nadgradi z zaščitnimi jopiči in čelado. Koristni so tudi ščitniki na kolenih in komolcih (za blažitev udarca), ter vojaška oblačila (za zaščito, krinko in pristen izgled).